# Џорџ Греган
Џорџ Греган (енгл. George Gregan; 19. април 1973) бивши је аустралијски рагбиста и један од најбољих играча свих времена.

## Биографија
Џорџ Греган је рођен у Замбији, а када је имао две године његова фамилија је емигрирала у Аустралију. Висок 173 цм, тежак 80 кг, Греган је играо на позицији број 9 - деми (енгл. Scrum half). У најјачој лиги на свету играо је за екипу Брамбиси. За Брамбисе је укупно одиграо 136 мечева и постигао 116 поена. Једну сезону провео је у Француској играјући за Рагби клуб Тулон, а 3 године је играо за Сантори Санголијат у јапанском такмичењу Топ лига. Са 139 одиграних тест мечева за аустралијску рагби јунион репрезентацију једна је од највећих легенди рагбија 15. Само су Новозеланђанин Ричи Мако и Ирац Брајан О'дрискол одиграли више тест мечева за своју земљу. Греган је играо на четири светска првенства и једно је освојио 1999. када су "Валабиси" победили Француску.